# Liga Leumit 1991-1992 (pallacanestro)
La Liga Leumit 1991-1992 è stata la 38ª edizione del massimo campionato israeliano di pallacanestro maschile. La vittoria finale è stata ad appannaggio del Maccabi Tel Aviv.

## Regular season
|  |     | Squadra               | G  | V  | P  | PF   | PS   | PF/PS | Pt | Qualificazione              |
|  | --- | --------------------- | -- | -- | -- | ---- | ---- | ----- | -- | --------------------------- |
|  | 1.  | Maccabi Tel Aviv      | 22 | 19 | 3  | 2283 | 1853 | +430  | 41 | playoffs                    |
|  | 2.  | Maccabi Rishon LeZion | 22 | 14 | 8  | 2023 | 1930 | +93   | 36 | playoffs                    |
|  | 3.  | Hapoel Tel Aviv       | 22 | 13 | 9  | 1889 | 1814 | +75   | 35 | playoffs                    |
|  | 4.  | Hapoel Galil Elyon    | 22 | 12 | 10 | 1987 | 1923 | +64   | 34 | playoffs                    |
|  | 5.  | Hapoel Gerusalemme    | 22 | 12 | 10 | 1915 | 1912 | +3    | 34 |                             |
|  | 6.  | Hapoel Holon          | 22 | 12 | 10 | 1969 | 1983 | -14   | 34 |                             |
|  | 7.  | Maccabi Haifa         | 22 | 11 | 11 | 1995 | 2002 | -7    | 33 |                             |
|  | 8.  | Hapoel Eilat          | 22 | 11 | 11 | 2031 | 2027 | -4    | 33 |                             |
|  | 9.  | Maccabi Ramat Gan     | 22 | 10 | 12 | 1908 | 1984 | -76   | 32 |                             |
|  | 10. | Maccabi Hadera        | 22 | 7  | 15 | 1750 | 1970 | -220  | 29 |                             |
|  | 11. | Ramat HaSharon        | 22 | 7  | 15 | 1819 | 1976 | -157  | 29 | retrocesse in Liga Leumit B |
|  | 12. | Beitar Tel Aviv       | 22 | 4  | 18 | 1767 | 1960 | -193  | 26 | retrocesse in Liga Leumit B |

## Playoffs
|  | Semifinali         | Semifinali         | Semifinali         | Semifinali       | Semifinali | Semifinali | Semifinali |  |  | Finale           | Finale           | Finale | Finale | Finale | Finale | Finale |  |
|  |                    |                    |                    |                  |            |            |            |  |  |                  |                  |        |        |        |        |        |  |
|  | Maccabi Tel Aviv   | Maccabi Tel Aviv   | Maccabi Tel Aviv   | Maccabi Tel Aviv | 89         | 84         | 82         |  |  |                  |                  |        |        |        |        |        |  |
|  | Hap. Galil Elyon   | Hap. Galil Elyon   | Hap. Galil Elyon   | Hap. Galil Elyon | 84         | 64         | 59         |  |  | Maccabi Tel Aviv | Maccabi Tel Aviv | 72     | 82     | 81     | 82     | 81     |  |
|  | Mac. Rishon LeZion | Mac. Rishon LeZion | Mac. Rishon LeZion | 89               | 95         | 83         | 74         |  |  | Hapoel Tel Aviv  | Hapoel Tel Aviv  | 69     | 88     | 64     | 86     | 63     |  |
|  | Hapoel Tel Aviv    | Hapoel Tel Aviv    | Hapoel Tel Aviv    | 97               | 110        | 72         | 81         |  |  |                  |                  |        |        |        |        |        |  |

## Squadra vincitrice
|    | Naz.                                        | Ruolo | Sportivo       | Anno | Alt. |  |  |
| -- | ------------------------------------------- | ----- | -------------- | ---- | ---- |  |  |
| 4  | Israele (bandiera)                          | AG    | Nadav Henefeld | 1968 | 200  |  |  |
| 5  | Israele (bandiera)                          | A     | Motti Daniel   | 1963 | 198  |  |  |
| 6  | Israele (bandiera)                          | P     | Guy Goodes     | 1971 | 190  |  |  |
| 7  | Israele (bandiera)                          | G     | Chen Lippin    | 1965 | 184  |  |  |
| 8  | Stati Uniti (bandiera) · Israele (bandiera) | C     | LaVon Mercer   | 1958 | 208  |  |  |
| 9  | Israele (bandiera)                          | G     | Zion Kuba      | 1971 | 191  |  |  |
| 10 | Stati Uniti (bandiera) · Israele (bandiera) | G     | Willie Sims    | 1958 | 193  |  |  |
| 11 | Israele (bandiera)                          | C     | Dror Bardichev | 1967 | 208  |  |  |
| 12 | Israele (bandiera)                          | G     | Doron Jamchi   | 1961 | 198  |  |  |
| 13 | Rep. Dominicana (bandiera)                  | C     | José Vargas    | 1963 | 208  |  |  |
| 14 | Stati Uniti (bandiera)                      | A     | Mike Mitchell  | 1956 | 201  |  |  |
| 15 | Israele (bandiera)                          | C     | Eliezer Cohen  | 1972 | 204  |  |  |
|    | Israele (bandiera)                          | ALL   | Zvika Sherf    |      |      |  |  |